# Johannes Baptista von Albertini

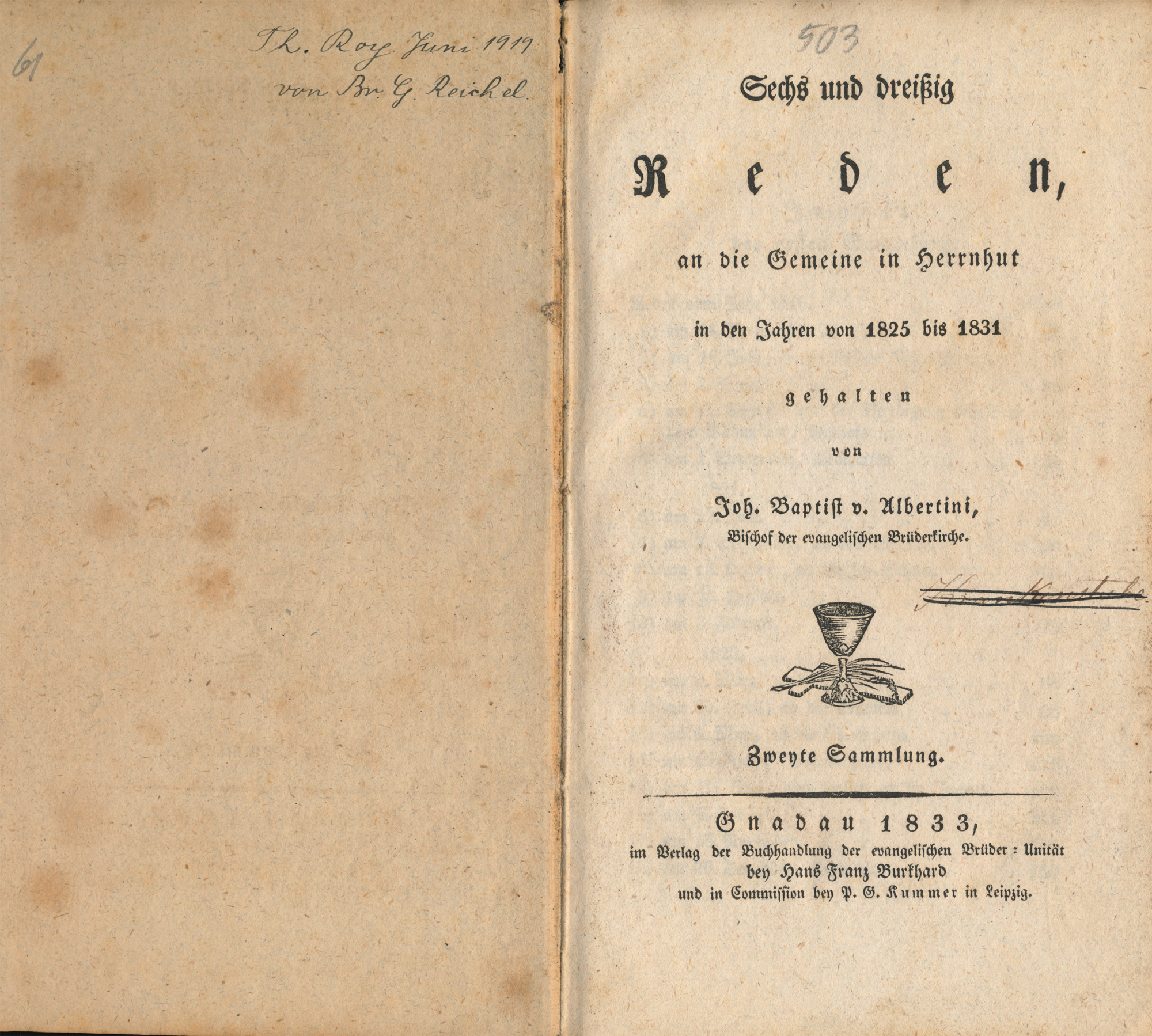
Dzieło Albertiniego

Johannes Baptista von Albertini (ur. 17 lutego 1769 w Neuwied, zm. 6 grudnia 1831 w Berthelsdorfie) – niemiecki duchowny, poeta, mykolog.

## Życiorys
Urodził się w miejscowości Neuwied. Studiował teologię w Niskiej i Seminarium Teologicznym Braci Morawskich w Barby. Został duchownym Kościoła Morawskiego. W tym okresie zaprzyjaźnił się z Friedrichem Schleiermacherem (1768–1834), który później stał się znanym teologiem. W 1796 r. Albertini został wykładowcą w seminarium w Niskiej, a w 1804 r. kaznodzieją. W 1814 r. został wybrany na biskupa. W tym samym roku przeniesiony został do Godnowa, a następnie (1818 r.) do Piławy Górnej. W latach 20. XIX wieku przeprowadził się do Berthelsdorfu, gdzie w 1824 r. został prezesem Unitätsältestenkonferenz (rady zarządzającej wyznaniami w Berthelsdorf).
Był utalentowanym mówcą i bardzo wpływowym kaznodzieją. W 1805 r. opublikowano kompilację jego kazań pod tytułem 30 Predigten für Freunde und Mitglieder der Brüdergemeine (Trzydzieści kazań dla przyjaciół i członków Kościoła Braci Morawskich). W 1821 r. wydał zbiór pieśni religijnych, które uznane zostały za wybitne utwory poetyckie.

## Praca naukowa
W czasie swojej pracy w Seminarium Teologicznym w Niskiej organizował wycieczki botaniczne dla studentów. Był członkiem Górnołużyckiego Towarzystwa Naukowego w Zgorzelcu.
W dziedzinie mykologii był m.in. współautorem dzieła dotyczącego grzybów górnołużyckich pt. Conspectus Fungorum in Lusatiae superioris agro Niskiensi crescentium i metody Persooniana (1805). W tej publikacji opisano 1130 gatunków, z których 127 uznano za nowe gatunki. Była to wówczas jedna z najobszerniejszych prac w dziedzinie mykologii. Przy jej powstaniu współpracował z Albertinim jego uczeń Lewis David de Schweinitz (1780–1834).
Po przeprowadzeniu się  w 1818 r. na Śląsk Albertini poświęcił się badaniom śląskich mszaków.
Opisał wiele nowych gatunków grzybów. Przy ich nazwach naukowych podawany jest skrót jego nazwiska Alb. Dla uczczenia jego osiągnięć od jego nazwiska nazwano rodzaj roślin z rodziny astrowatych – Albertinia, oraz rodzaj grzybów Albertiniella.